# V Empire or Dark Faerytales in Phallustein
V Empire or Dark Faerytales in Phallustein – drugie oficjalne wydawnictwo muzyczne grupy Cradle of Filth, wydane w 1996 roku. Jest to wydawnictwo kończące współpracę zespołu z wytwórnią Cacophonous Records, gdyż następny album wydano przez Music for Nations.
Wydawnictwo charakteryzuje się znacznie poprawioną jakością produkcji w stosunku do debiutanckiego albumu The Principle of Evil Made Flesh, utwory są szybsze i brutalniejsze. Zawiera ponownie nagrany utwór "The Forest Whispers My name". "Queen of Winter, Throned" zaczyna się w ten sam sposób, jak "A Dream of Wolves in the Snow" z poprzedniego albumu. Twórcą tekstów jest wokalista Dani Filth natomiast muzykę skomponowali wszyscy członkowie grupy.
Połowa składu uległa zmianie przed nagraniem tego minialbumu, Stuart Antsis zastąpił Paula Allendera oraz Paula Ryana stanowisku gitarzysty a Damien Gregori zastąpił Benjamina Ryana na stanowisku klawiszowca. Po raz pierwszy w nagraniach zespołu wzięła udział wokalistka Sarah Jezebel Deva, późniejsza długoletnia współpracowniczka grupy. "Jared Demeter", drugi gitarzysta wymieniony w książeczce dołączonej do albumu jest osobą fikcyjną, zespół chciał utrzymać swój image jako sekstet. "Demeter" to nazwa statku, którym Vlad Drakula odbył podróż z do Anglii, nazwa została zaczerpnięta z powieści Drakula Brama Stokera.

## Lista utworów
Źródło.
1. "Ebony Dressed for Sunset" - 2:49
2. "The Forest Whispers My Name" - 4:41
3. "Queen of Winter, Throned" - 10:27
4. "Nocturnal Supremacy" - 5:53
5. "She Mourns a Lengthening Shadow" - 3:42
6. "The Rape and Ruin of Angels (Hosannas in Extremis)" - 8:54

## Twórcy
Źródło.
| Zespół Cradle of Filth w składzie - Dani Filth - śpiew, teksty utworów - Stuart Antsis - gitara - Jared Demeter - gitara (osoba fikcyjna) - Robin Eaglestone - gitara basowa - Damien Gregori - instrumenty klawiszowe - Nicholas Barker - perkusja Dodatkowi muzycy - Sarah Jezebel Deva - śpiew (sesyjnie) | Produkcja - Mags - produkcja - Leviathan Productions - zdjęcia członków zespołu - Chris Bell - oprawa graficzna - Nigel Wingrove - oprawa graficzna - Keith Appleton - asystent produkcyjny |